# Hodometer
 Denne artikel omhandler overvejende eller alene danske forhold. Hjælp gerne med at gøre artiklen mere almen.
Et Hodometer (fra græsk hodós, „vej“ og métron, „måling“ – altså: „vejmåling“) måler mekanisk en tilbagelagt vejstrækning. Hodometri er læren om mekanisk vejmåling.
Et hodometer kan være udformet som en trækærre, hvori er installeret tandhjul der fungerer som et tælleværk, og som ved hver omdrejning af hjulets omkreds kan flytte en viser på en måleskive. Man gik så længden af vejen, og ved hver mil, halvmil og kvartmil opstillede man en vejviser, som oftest i form af en milepæl. En vogn til at måle afstande i mil blev kaldt en milvogn eller milevogn.
Man bruger stadig hodometre i nyere tid, selv om man ved hjælp af digitale metoder efterhånden kan måle langt mere præcist.

## Historie

### Danmark
Det først kendte hodometer i Danmark stammer fra tiden under Christian 4., som nævner det i et af sine breve fra 1627 (9. december): "Den wagen med ded Segerwrck skall med, og huor werckit slaar, skall hand holle stille och mercke steden, huor at lensmenden skall laade legge en stor steen eller laade sætte et tree offuerende."
Under Christian 5.s regeringsperiode blev det storstilede projekt med at fornye og opmåle vejene taget op. Det blev videnskabsmanden Ole Rømer som blev sat i spidsen for dette. Hans første gerning var at fastsætte længden af en mil, som ellers kunne variere fra egn til egn. Han satte den til at en mil = 12.000 alen, som er lig med 7.538 meter.
Der findes i dag 2 hodometre på Tøjhusmuseet i København, som stammer fra omkring år 1700, som muligvis er bygget af Ole Rømer. Ved en prøvekørsel i 1940 viste det sig at de stadig kørte med en for datiden imponerende præcision. De to hodometre kunne således opvise følgende målinger:
Hodomoter nr. 1 (mus.nr. A 313)
- 1 alen = 0,62795 +/- 0,00058 m
- 12.000 alen = 7.535,4 +/- 7,0 m

Hodometer nr. 2 (mus.nr. A 314)
- 1 alen = 0,62860 +/- 0,0016 m
- 12.000 alen = 7.543,2 +/- 1,9 m[2]